# Peatonal Pérez Castellano

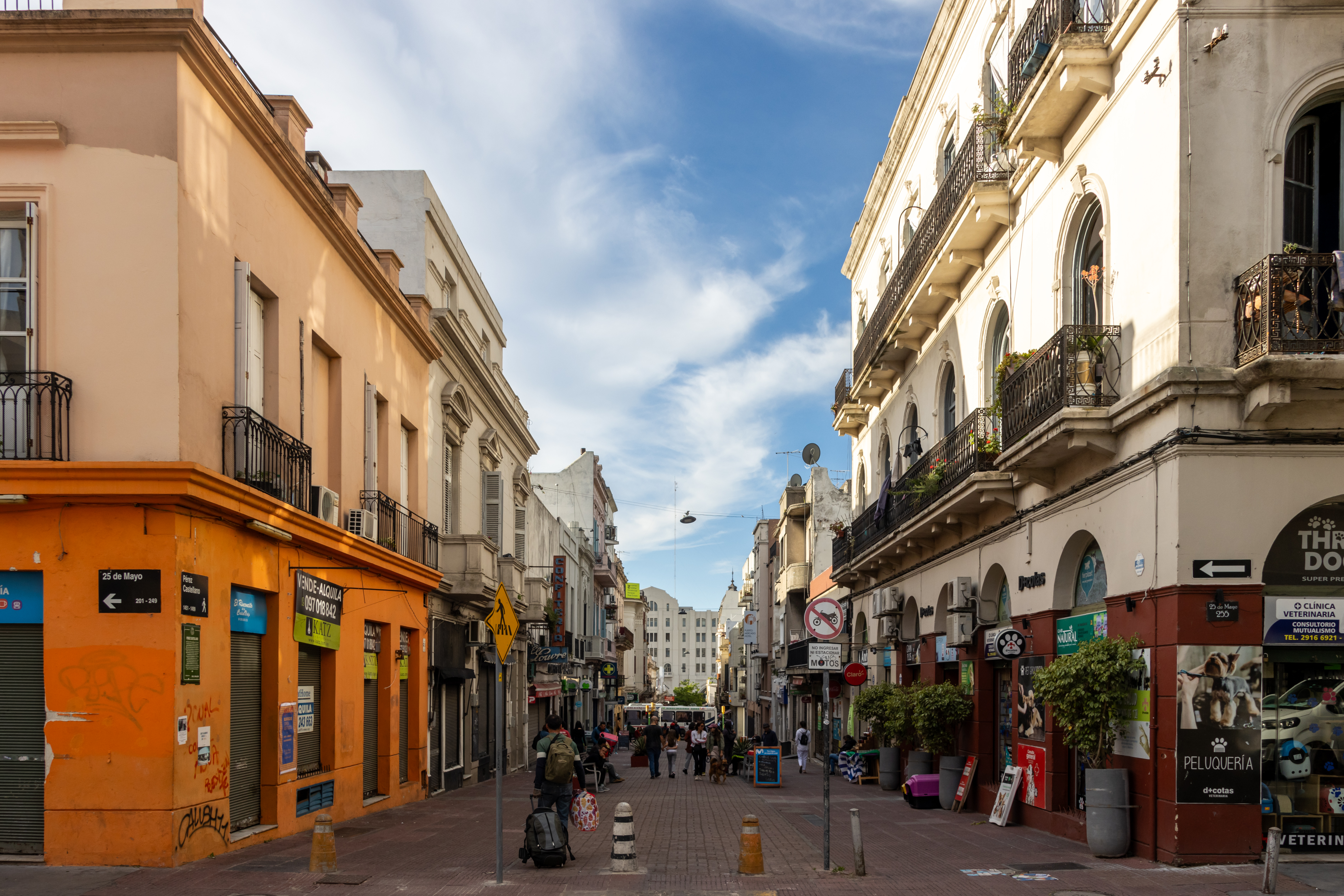
Vista de la Peatonal Pérez Castellano

Peatonal Pérez Castellano es una peatonal de la ciudad de Montevideo más precisamente en la Ciudad Vieja. En su recorrido se encuentra el Mercado del Puerto en la intersección de esta calle con Piedras y Yacaré. 
Su nombre se debe a José Manuel Pérez Castellano sacerdote, político y agricultor durante la época de la Banda Oriental. 